# Fiat 128
Fiat 128 – samochód osobowy klasy niższej-średniej, pierwszy przednionapędowy model włoskiego Fiata, produkowany w latach 1969–1985. W 1970 został Samochodem Roku.

## Historia
Zastąpił Fiata 1100. Występował z nadwoziami typu sedan (dwu- i czterodrzwiowe), kombi (trzydrzwiowe), Sport Coupé (1971-1975) i coupé 3P (od 1975). Napędzany był czterocylindrowymi silnikami benzynowymi o pojemności 1116 cm³ (55-65 KM) i 1290 cm³ (60-75 KM). W plebiscycie na Europejski Samochód Roku 1970 samochód zajął 1. pozycję. W 1978 przeprowadzono facelifting modelu.
W 1979 w koncernie Fiat podstawowa wersja zastąpiona została modelem Ritmo.
Licencja na model 128 została kupiona przez jugosłowiańską firmę Zastava, która produkowała go od 1971 jako Zastavę 1100. Samochód ten posiadał zmienione w tylnej części nadwozie, co czyniło z niego pięciodrzwiowego hatchbacka.
W Polsce pod nazwą Polski Fiat 128p montowano w Warszawie (Fabryka Samochodów Osobowych) odmianę Sport Coupé, a następnie 128/3P, z włoskich kompletów. W latach 1974–1979 powstało ich 824.

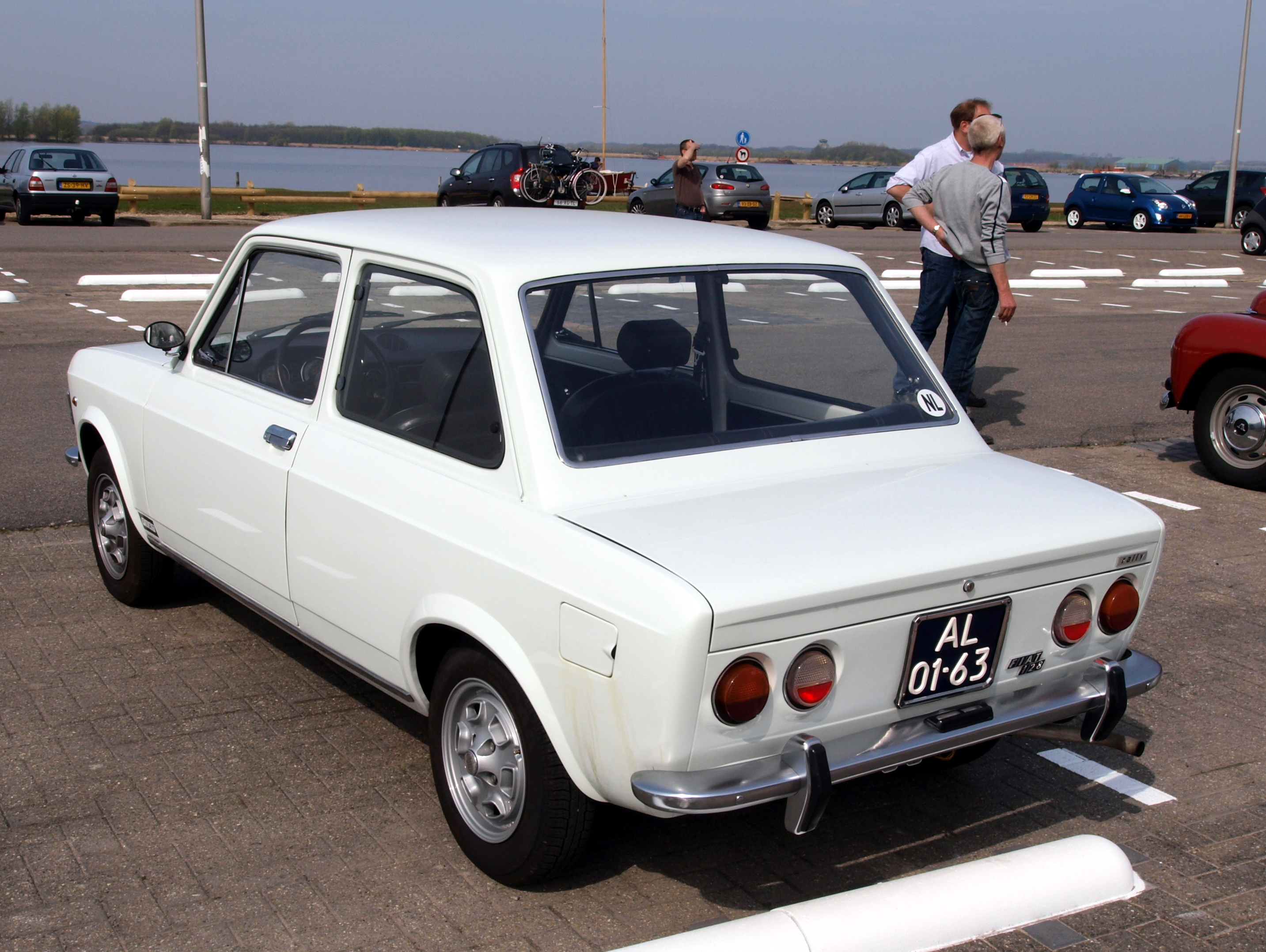
Fiat 128 (sedan dwudrzwiowy)
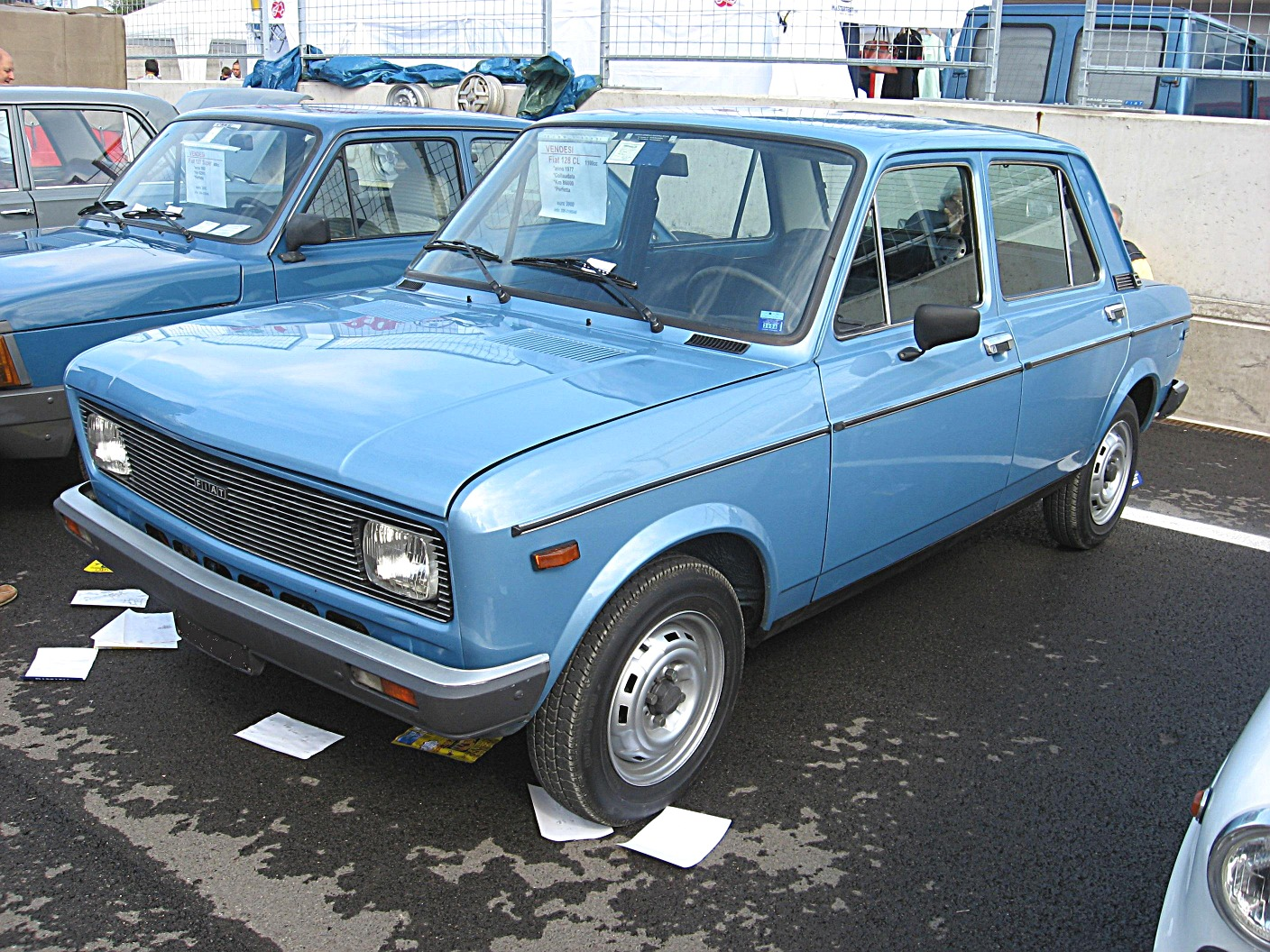
Fiat 128 (sedan czterodrzwiowy), druga seria
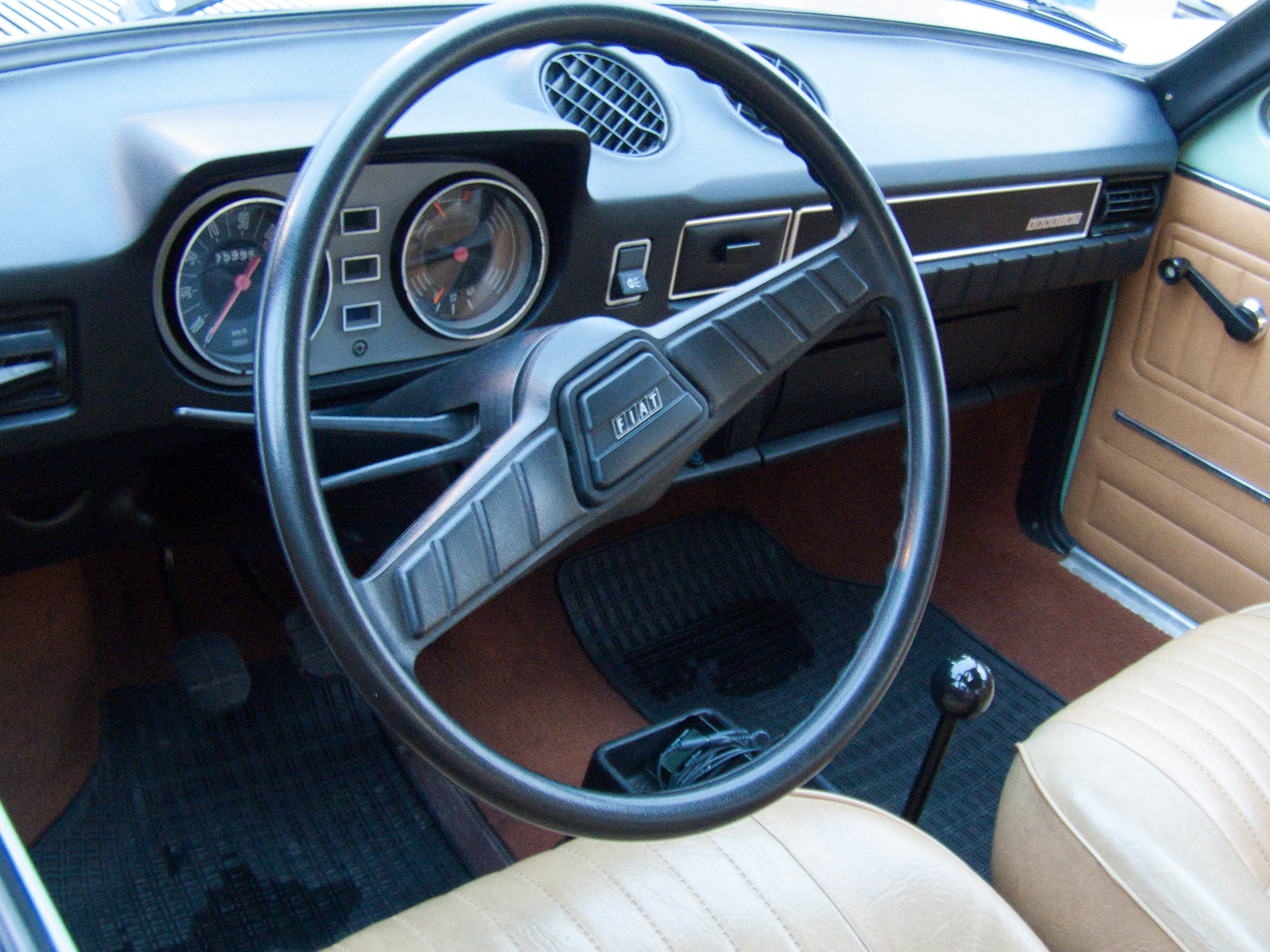
Deska rozdzielcza
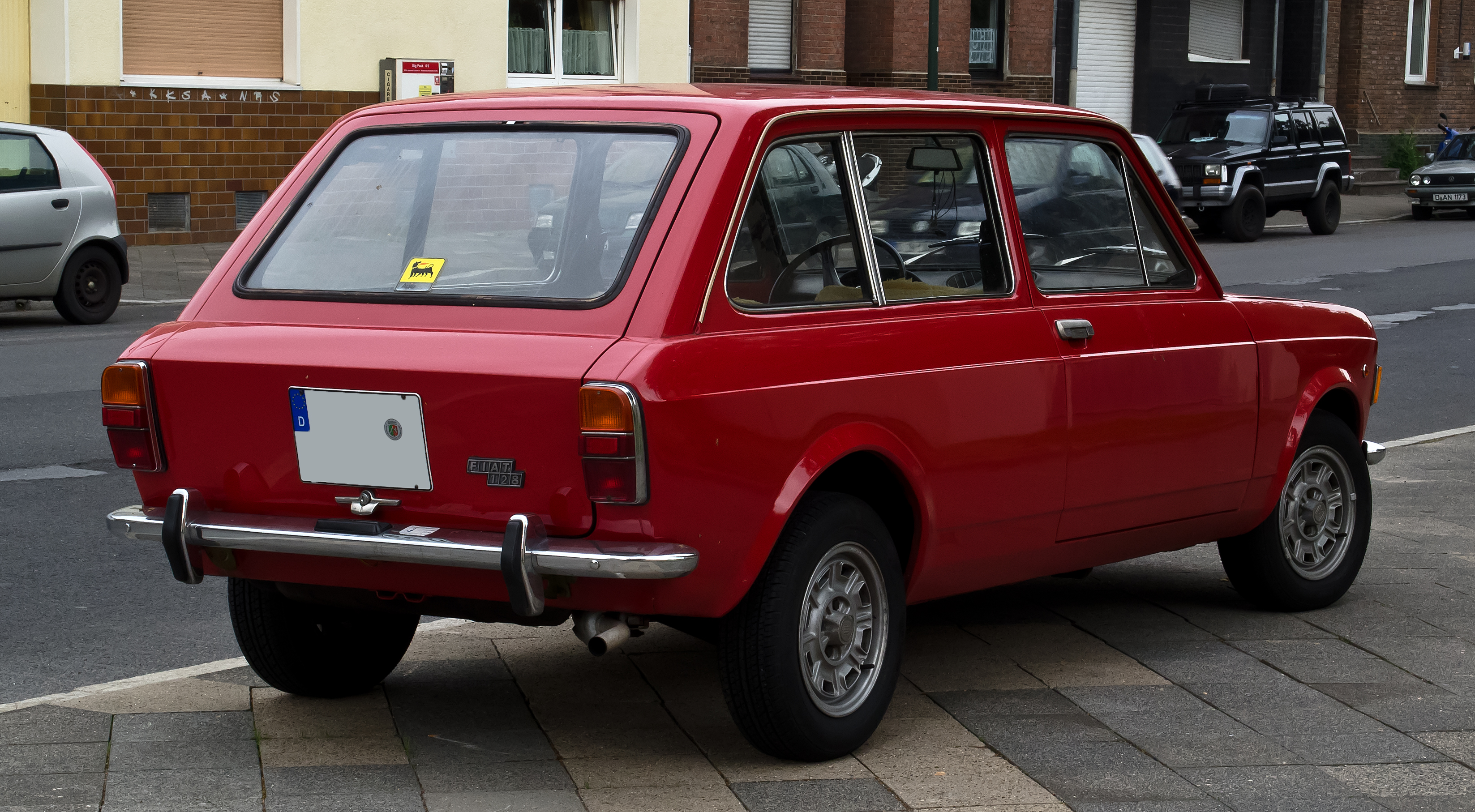
Fiat 128 kombi
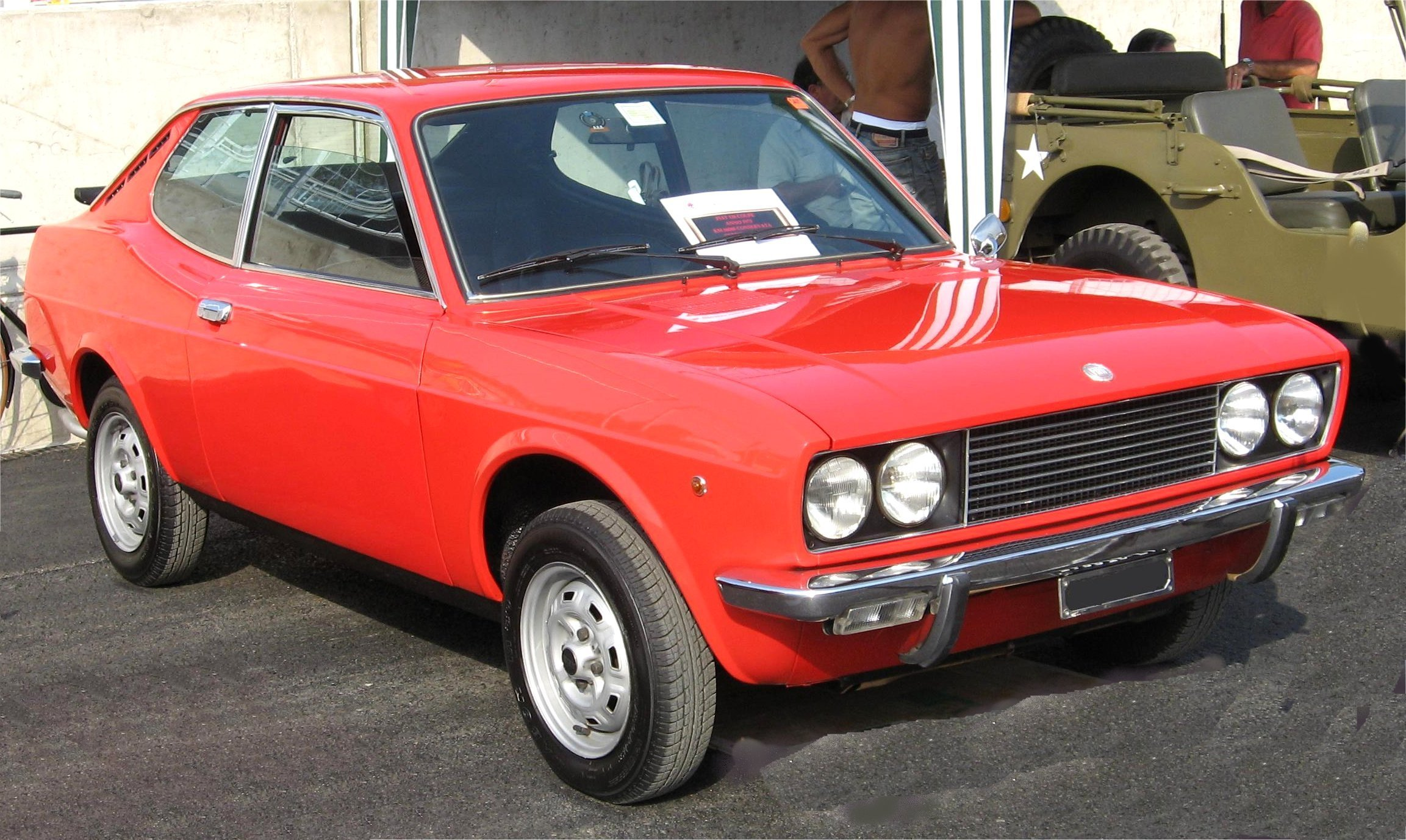
Fiat 128 Sport Coupé
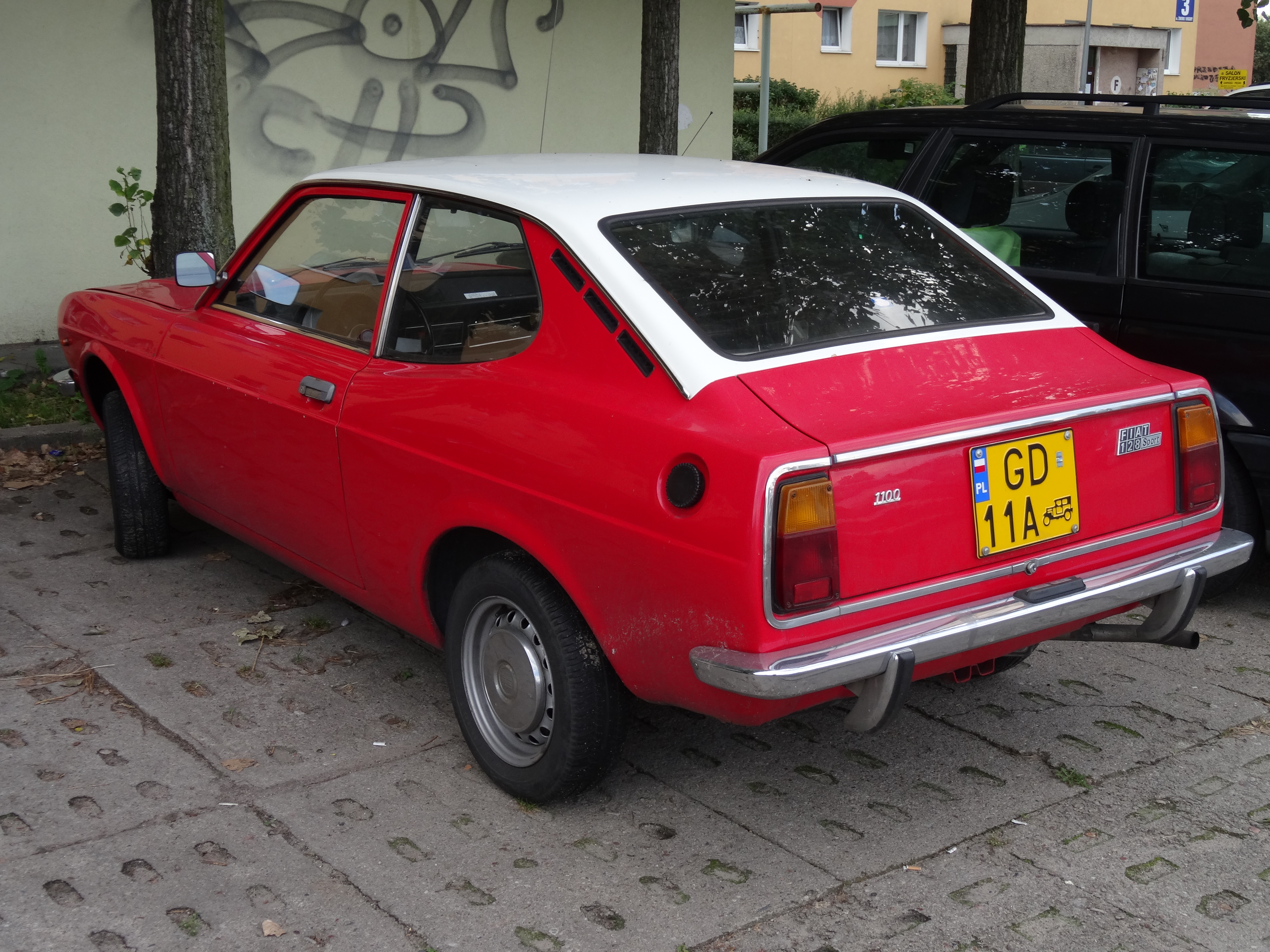
Fiat 128 Sport Coupé 1100 S
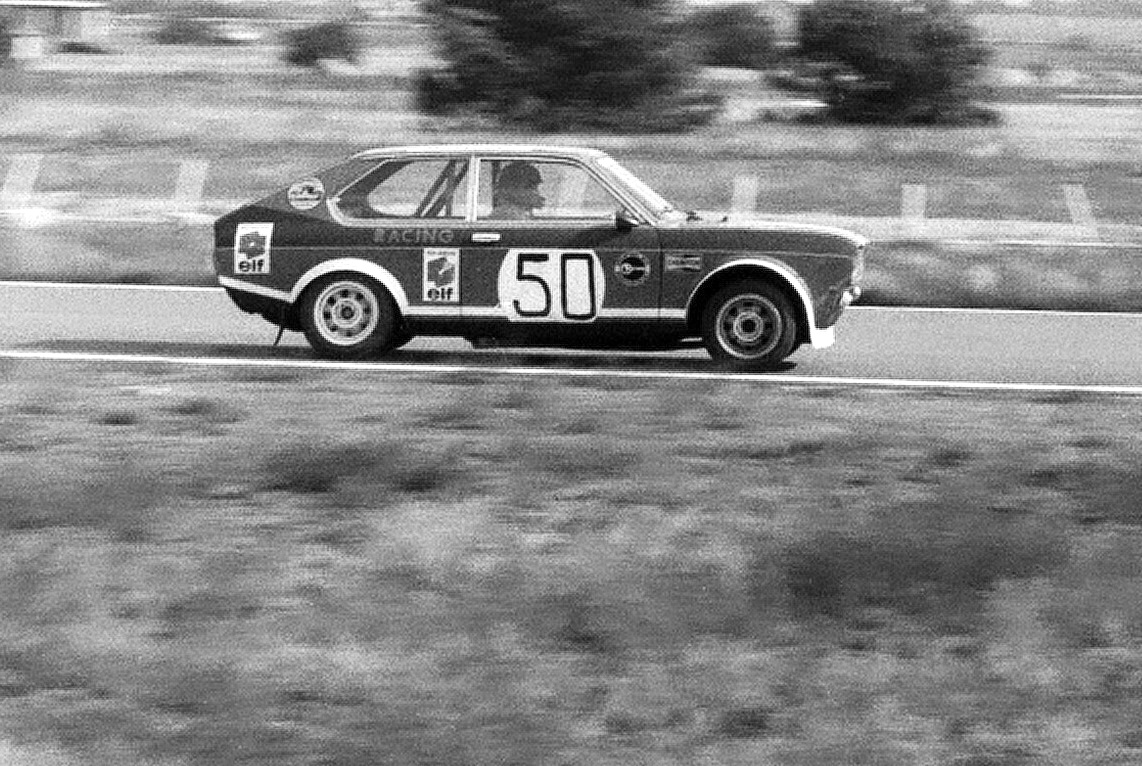
Polski Fiat 128 3p (1980)
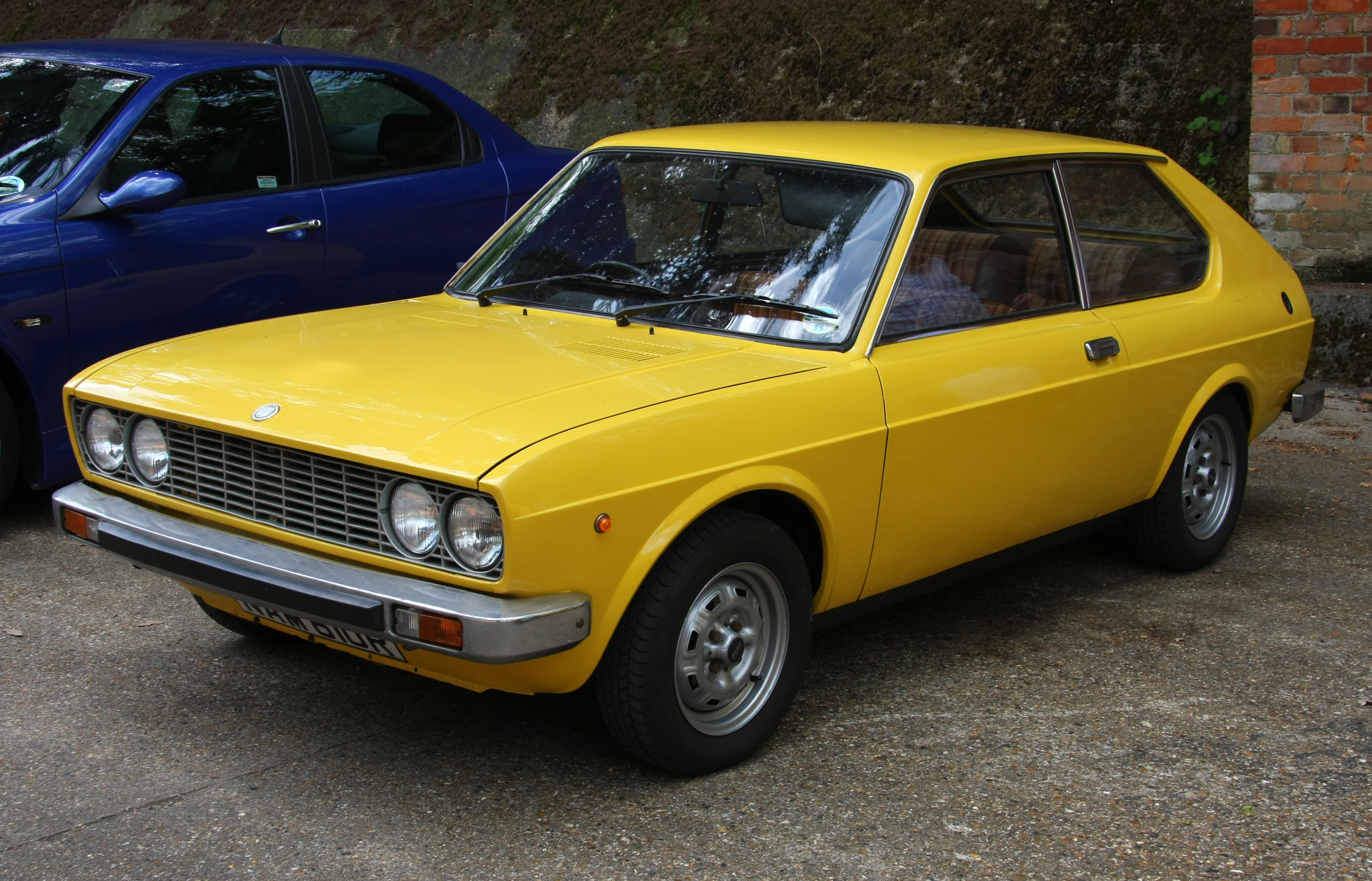
Fiat 128 coupé 3P

## Dane techniczne
| Wersja             | Silnik:                   | Układ zasilania:   | Średnica × skok tłoka: | St. sprężania:     | Moc maksymalna:                  | Maks. moment obrotowy     | 0-100 km/h:        | V-max:             |
| Silniki benzynowe: | Silniki benzynowe:        | Silniki benzynowe: | Silniki benzynowe:     | Silniki benzynowe: | Silniki benzynowe:               | Silniki benzynowe:        | Silniki benzynowe: | Silniki benzynowe: |
| ------------------ | ------------------------- | ------------------ | ---------------------- | ------------------ | -------------------------------- | ------------------------- | ------------------ | ------------------ |
| 128                | R4 1,1 l (1116 cm³), SOHC | gaźnik             | 80,00 mm × 55,50 mm    | 8,9:1              | 56 KM (41 kW) przy 6000 obr./min | 77 N•m przy 3200 obr./min | 14,8 s             | 140 km/h           |
| 1100SL             | R4 1,1 l (1116 cm³), SOHC | gaźnik             | 80,00 mm × 55,50 mm    | 8,8:1              | 65 KM (48 kW) przy 6000 obr./min | 83 N•m przy 4400 obr./min | b/d                | 150 km/h           |
| 1300SL             | R4 1,3 l (1290 cm³), SOHC | gaźnik             | 86,00 mm × 55,50 mm    | 8,9:1              | 76 KM (56 kW) przy 6000 obr./min | 92 N•m przy 3600 obr./min | b/d                | 160 km/h           |